# Eremaea blackwelliana
Eremaea blackwelliana är en myrtenväxtart som beskrevs av Hnatiuk. Eremaea blackwelliana ingår i släktet Eremaea och familjen myrtenväxter. Inga underarter finns listade i Catalogue of Life.